# Мільнесіди
Мільнесіди (лат. - Milnesiidae) - єдина родина з ряду Апохели. Названа вченим Рамаззотті в 1962 році.
До родини Мільнесіди входять 4 роди:
- Бергтролюс (Bergtrollus)
- Ліменіус (Limmenius)
- Мільнесідес (Milnesioides)
- Мільнесіум (Milnesium)